# Lista över utmärkelser som mottagits av Georg VI

Georgs personliga flagga som kronprins

Storbritanniens kung Georg VI (1895–1952) tog emot flera utmärkelser under sitt livstid. Ytterligare hade han olika titlar eftersom han var kungen.

## Namn och titlar
Kungens ursprungliga namn var Albert Frederick Arthur George men vid sin kröning tog han regentnamnet Georg VI.
Då Brittiska Indien blev självständig avskaffades kungliga titlar. Trots detta amvände Georg fortfarande sina indiska titlar tills dominioner Indien och Pakistan blev fulständigt självständiga.
Efter Samväldet grundades tog Georg titeln "Samväldets överhuvud (engelska: Head of the Commonwealth)".

## Riddarordnar och medaljer

### Brittiska
Som Storbritanniens kung var Georg automatiskt stormästaren till följande orden:
- Strumpebandsorden
- Tistelorden
- Bathorden
- Förtjänstorden
- Sankt Mikaels och Sankt Georgsorden
- Victoriaorden
- Distinguished Service Order
- Brittiska imperieorden
- Imperial Service Order
- Order of the Companions of Honour
- Brittiska Johanniterorden
- Sankt Patriksorden
- Indiska stjärnorden
- Kejsardömet Indiens orden
- Indiska kronorden

Ytterligare har Georg mottagit följande medaljer:
- 1939–1945-stjärna (1943)[6]
- Italienstjärna (1945)[6]
- Frankrikes och Tysklands stjärna (1945)[6]
- Försvarsmedalj (1945)[6]
- War Medal 1939–1945 (1945)[6]
- Georgskorset (1940, grundare)[7]
- Georgsmedaljen (1940, grundare)[7]

### Utländska
- 4 klassen med svärd av Sankt Vladimirs orden (Ryssland, 1917)[8]
- riddare av Savojens militärorden (Italien, 1917)[9]
- storkors med svärd av Vita örns orden (Jugoslavien, 1918)[10]
- storkors av Hederslegionen (Frankrike, 1919)[11]
- riddare av Elefantorden (Danmark, 1920)[12]
- kedja av Carol I:s orden (Rumänien, 1922)[13]
- kedja av Sankt Olavs orden (Norge, 1923)[14]
- storkors av San Marinos orden (San Marino)[15]
- riddare av Serafimerorden (Sverige, 1937)[16]
- riddare av Chakriorden (Thailand, 1937)[17]
- Tre ordnars band (Portugal, 1939)[18]
- storkors av Karageorgevitjs stjärnas orden (Jugoslavien, 1939)[10]
- storkors av Vilhelms militärorden (Nederländerna, 1946)[19]
- storkors av Karl den heliges orden (Monaco, 1947)[20]
- storkommendör av Dannebrogorden (Danmark, 1951)[21]
- riddare av Franska befrielseorden (Frankrike, 1960, postum)[22]
- Krigskorset (Norge)[6]
- Tapperhetskorset (Grekland)[6]
- European–African–Middle Eastern Campaign Medal (USA)[6]
- Krigskorset med bronspalmblad (Frankrike)[6]

## Akademiska utmärkelser och städers nycklar
| Land/ region | Högskola              | År   | Disciplin | Källa  |
| ------------ | --------------------- | ---- | --------- | ------ |
| Australien   | University of Sydney  | 1927 | juridik   | [ 23 ] |
| Skottland    | University of Glasgow | 1932 | juridik   | [ 24 ] |

De följande städerna har beviljat stadens nyckel till Goerg:
- London (1919)[25]
- Londonderry (1924)[26]
- Glasgow (1926)[27]

## Övriga
En av kungliga marinens kommande ubåtar av Vanguard-klass ska heta HMS King George VI.